# Pramen (obraz)

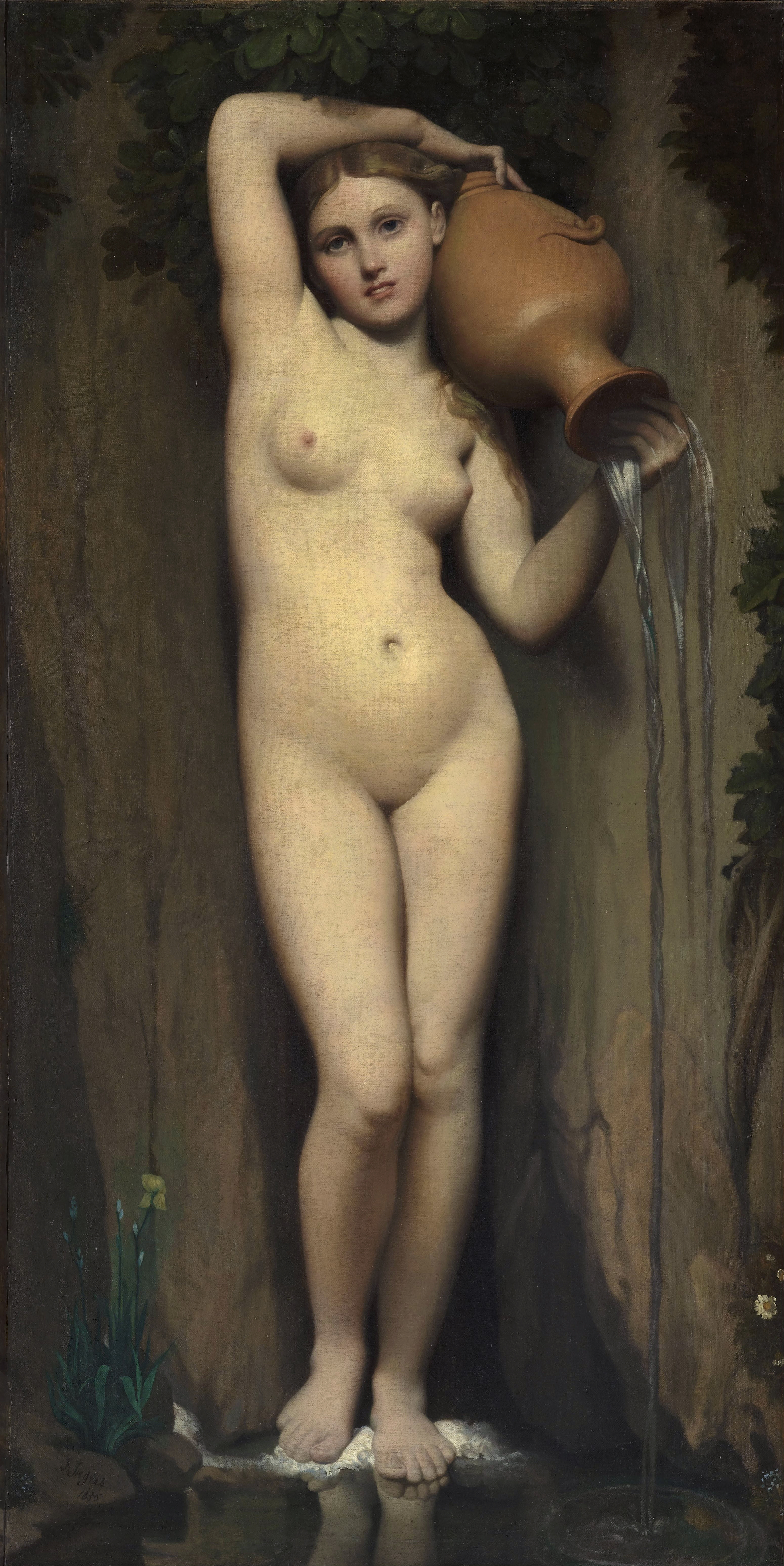
Pramen (1856)

Pramen (La Source) je obraz od Jeana Augusta Dominiqua Ingrese z roku 1856. Zobrazuje mladou dívku, která stojí nad pramenem a na rameni má džbán, z něhož silným proudem teče voda.
Alegorické zpodobnění je zde pouhou záminkou k vytvoření nesmírně půvabného aktu a krajina se skalou tvoří pouhý doplněk. Ingresovi se podařilo geniálně spojit figuru s prostorem a zároveň ukázat půvabný ženský akt. Kdyby však žena v této póze stála, dlouho by se neudržela, ostatně i nádoba by byla za okamžik prázdná..
Již ve své době byl obraz populární a chválu na něj pěl hlavně Théophile Gautier. Póza tohoto aktu zaujala i malíře jako Bouguereaua nebo Picassa.

## Historie a popis
Ingres na obrazu začal pracovat v roce 1820 a dokončil jej až v roce 1856. Obraz byl původně prodán hraběti Charles-Marie Tanneguy Duchâtelovi za cenu 25 000 franků a v jeho sbírce zůstal až do roku 1878, kdy jej manželka hraběte odkázala muzeu Louvre. Patřil do sbírek muzea do roku 1986, než byl uložen v Musée d'Orsay.
Formát obrazu je podlouhlý obdélník. Postava je čelem dopředu, pravou nohu má mírně pokrčenou, poprsí je mírně nakloněno doleva, pravá paže je přeložena přes hlavu a drží nádobu spočívající na levém rameni. Pozadí tvoří skála s břečťanem.
Obraz je signován a datován „J. Ingres, 1856“ vlevo dole (na kameni).